# Erpolzheim
Erpolzheim ist eine Ortsgemeinde im Landkreis Bad Dürkheim in Rheinland-Pfalz. Sie ist eine von acht Ortsgemeinden der Verbandsgemeinde Freinsheim. Erpolzheim liegt in der Metropolregion Rhein-Neckar am Ostrand der Mittelgebirgslandschaft Pfälzerwald und der Deutschen Weinstraße.

## Geographische Lage
Die Gemeinde liegt in der Pfalz (genauer Vorderpfalz) in der Oberrheinischen Tiefebene an der Deutschen Weinstraße (B 271) etwa 20 km westlich von Ludwigshafen am Rhein und Mannheim sowie etwa 30 km östlich von Kaiserslautern.
Der Ostrand der Mittelgebirgslandschaft Pfälzerwald, häufig ebenso Pfälzer Wald oder Haardtgebirge genannt, und die Kurstadt Bad Dürkheim liegen etwa 6 km westlich von Erpolzheim. Am südlichen Ortsrand beginnt das Landschaftsschutzgebiet Bad Dürkheimer und Erpolzheimer Bruch. Aus dem Pfälzerwald kommend, durchfließt der Bach Isenach den Ort von West nach Ost. Er mündet 4 km südlich von Worms in den Rhein. Am südlichen Rand des Siedlungsgebiets verläuft der Erlengraben und am südlichen Rand der Gemarkung der Albertgraben.
Nachbargemeinden sind – von Norden im Uhrzeigersinn – Freinsheim, Weisenheim am Sand, Birkenheide und Bad Dürkheim.

## Geschichte
Im Jahre 781 wurde der Ort beim Kloster Weißenburg (Elsass) als Erbholfesheim erstmals urkundlich erwähnt. Eine Urkunde aus dem Lorscher Codex stammt mit größter Wahrscheinlichkeit bereits aus dem Jahr 777. Jedoch wurde beim Regierungsjahr des Königs Karl die Jahreszahl handschriftlich nicht sauber als Römische Zahl in das noch erhaltene Kopialbuch übertragen – „X“ anstelle von „V“ zu lesen, so dass sich 782 als Jahr ergäbe, was aber nicht zum restlichen Kontext passt, der mit 777 übereinstimmt.  Während der Zeit der Stammesherzogtümer gehörte der Ort zum Herzogtum Franken.
Bis gegen Ende des 18. Jahrhunderts gehörte der Ort in der Folgezeit zu Leiningen-Dagsburg. Von 1798 bis 1814, als die Pfalz Teil der Französischen Republik (bis 1804) und anschließend Teil des Napoleonischen Kaiserreichs war, war Erpolsheim – so der damalige Name – in den Kanton Dürkheim eingegliedert und Sitz einer eigenen Mairie. 1815 hatte der Ort 640 Einwohner. Im selben Jahr wurde er Österreich zugeschlagen. Bereits ein Jahr später wechselte der Ort wie die gesamte Pfalz in das Königreich Bayern. Von 1818 bis 1862 gehörte Erpolzheim dem Landkommissariat Neustadt an; aus diesem ging das Bezirksamt Neustadt  hervor.
1902 wechselte Erpolzheim in das neu geschaffene Bezirksamt Dürkheim, ehe dieses 1931 wieder in sein Neustadter Pendant eingegliedert wurde. Ab 1939 war der Ort Bestandteil des Landkreises Neustadt. Nach dem Zweiten Weltkrieg wurde die Gemeinde innerhalb der französischen Besatzungszone Teil des damals neu gebildeten Landes Rheinland-Pfalz. Im Zuge der ersten rheinland-pfälzischen Verwaltungsreform wechselte der Ort am 7. Juni 1969 in den neu geschaffenen Landkreis Bad Dürkheim. Drei Jahre später wurde sie der ebenfalls neu gebildeten Verbandsgemeinde Freinsheim zugeordnet.

## Religion
1505 gehörte die örtliche Pfarrei zu den Besitzungen des Klosters Limburg.

## Politik

### Gemeinderat
Der Gemeinderat in Erpolzheim besteht aus 16 Ratsmitgliedern, die bei der Kommunalwahl am 9. Juni 2024 in einer personalisierten Verhältniswahl gewählt wurden, und dem ehrenamtlichen Ortsbürgermeister als Vorsitzendem.
Die Sitzverteilung im Gemeinderat:
| Wahl | SPD | CDU | FWG | Gesamt   |
| ---- | --- | --- | --- | -------- |
| 2024 | 4   | 5   | 7   | 16 Sitze |
| 2019 | 3   | 4   | 9   | 16 Sitze |
| 2014 | 5   | 4   | 7   | 16 Sitze |
| 2009 | 5   | 4   | 7   | 16 Sitze |
| 2004 | 5   | 6   | 5   | 16 Sitze |

### Wappen
| Wappen von Erpolzheim | Blasonierung: „Von Blau und Silber gespalten, rechts ein halber rotbewehrter silberner Adler am Spalt, links eine aufgerichtete blaue Weintraube mit grünen Blättern.“ |
| Wappen von Erpolzheim | |

### Gemeindepartnerschaften
Eine Partnerschaft besteht mit Guthmannshausen, einem Ortsteil der Stadt Buttstädt in Thüringen.

## Kultur und Sehenswürdigkeiten

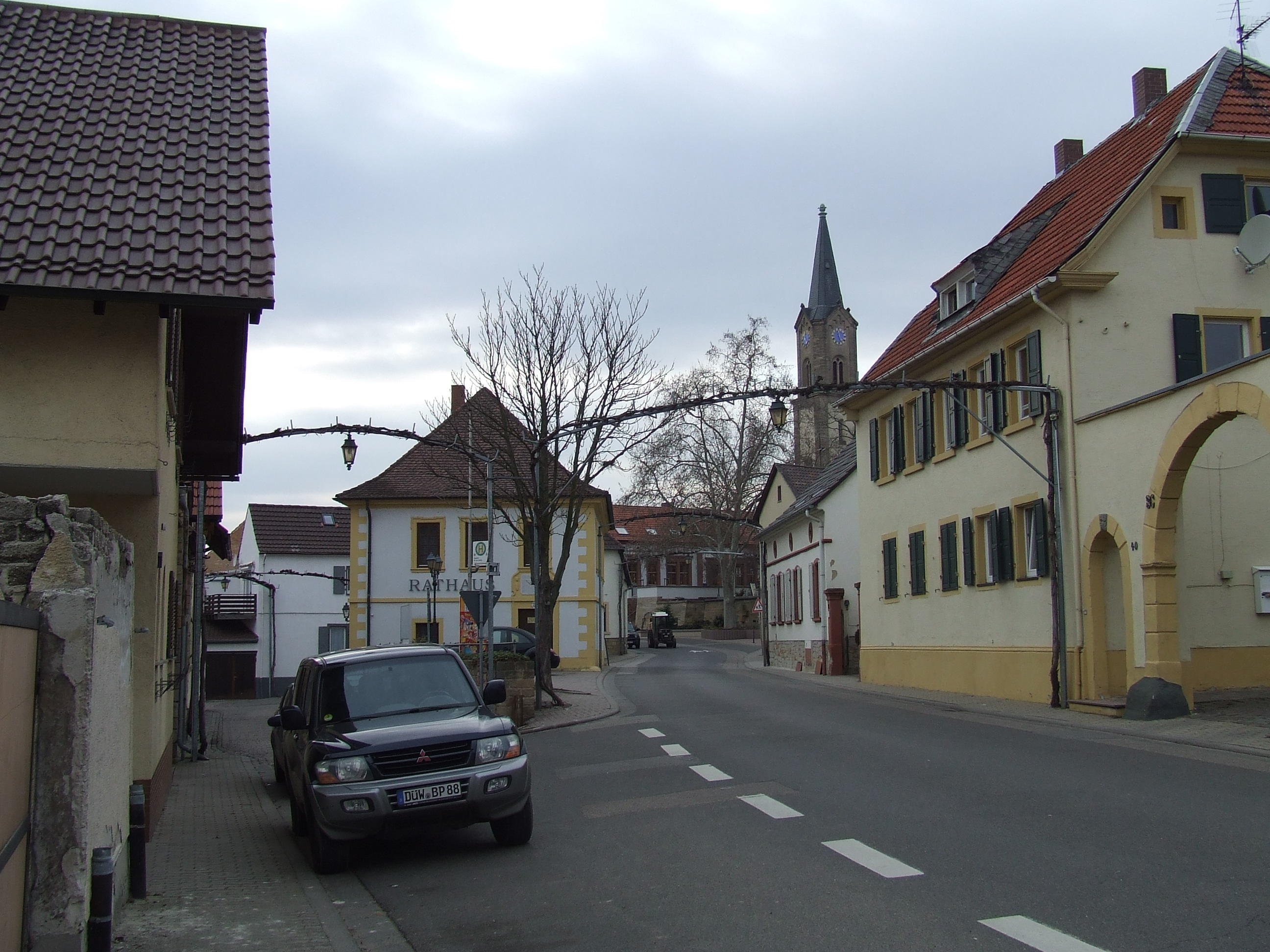
Erpolzheim, zu sehen sind das Rathaus und die evangelische Kirche

### Denkmäler
Vor Ort existieren insgesamt sieben Objekte, die unter Denkmalschutz stehen. Mit der Eiche im Garten der Wenzschen Mühle und einer Ulme in der Raiffeisenstraße weist der Ort zudem zwei Naturdenkmale auf.

### Regelmäßige Veranstaltungen
Kulinarische Wanderung um Obst, Spargel und WeinJährlich an einem Wochenende im Mai kann man die Erpolzheimer Gemarkung entlang eines 6,5 km langen Rundwanderweges durchwandern. Inmitten der blühenden Obsthaine und grünen Weinberge sind zahlreiche Ausschankstellen (2015 = 18 Ausschankstellen) von ortsansässigen Vereinen, Weingütern und Obsthöfen eingerichtet. Dort findet man neben vielseitigen Spargelgerichten auch andere Spezialitäten und spritzige Erpolzheimer Weine.
Erpolzheimer WeinkerweJährlich am zweitletzten Wochenende im August feiert die Gemeinde von Freitag bis Dienstag die Weinkerwe. In vielen rustikalen Winzerhöfen und Ausschankstellen, über den gesamten Ort verteilt, gibt es in familiärer Atmosphäre, bei guter Musik, eine reichhaltige Auswahl von handgemachten Leckereien und ausgewählten Erpolzheimer Weinen.
Erpolzheimer MartinsmarktJährlich an einem Wochenende im November laden die ortsansässigen Obsthöfe, Weingüter, Vereine und Ausschankstellen zu hausgemachten Spezialitäten ein und präsentieren ihre Produkte. Mehr als 100 Kunsthandwerker und Künstler arbeiten in fast 30 offenen Höfen an ihren Werken und regen zum Mitmachen an. Herbstfeen und Fabelwesen durchqueren auf Stelzen das Dorf. Musikalische Darbietungen runden den Martinsmarkt ab. Durch die komplette Sperrung für den Verkehr, verwandelt sich die Haupt- und Bahnhofsstraße in eine Fußgängerzone.

### Sport
Der TV Erpolzheim nahm als Meister der Oberliga Südwest – Staffel Süd 1968 und der Regionalliga Südwest – Staffel Süd 1971 jeweils erfolglos an der Aufstiegsrunde zur Feldhandball-Bundesliga teil. 1969 (Oberliga) und 1970 (Regionalliga) wurden sie jeweils Vizemeister.
Auch in der Halle traten die Erpolzheimer Handballer Ende der 1960er, Anfang der 1970er Jahre überregional in Erscheinung: In den Spielzeiten 1969/70 und 1971/72 spielte der TVE in der damals drittklassigen Oberliga Pfalz, stieg jedoch jeweils direkt wieder ab.

### Maskottchen

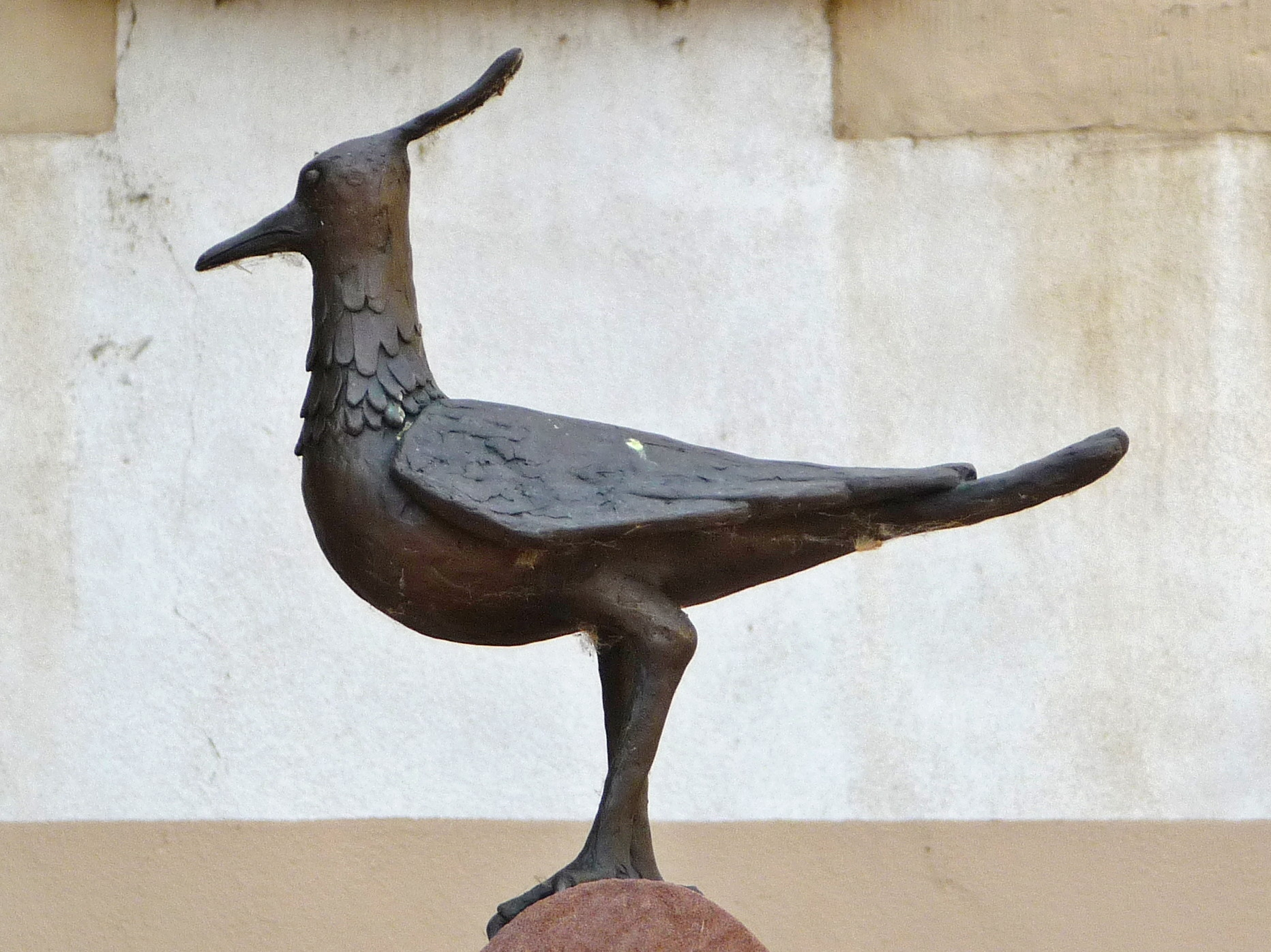
Kiebitz vor der Kirche

Der Kiebitz, Giwick genannt, ist das Maskottchen von Erpolzheim. Eine Kiebitzfigur steht auf einer Stele an der Kirche in der Ortsmitte.

## Wirtschaft und Verkehr

### Wirtschaft
Erpolzheim ist ein Winzerort und als solcher Teil des Weinanbaugebiets Pfalz. Vor Ort befindet sich die Einzellagen Goldberg (45,3 ha), Kieselberg (51,2 ha) und Kirschgarten (114,5 ha). Die mit Wein bepflanzte Fläche beträgt somit 211 ha.
Vor Ort sind folgende Winzerhöfe und Weingüter ansässig:
- Weingut Hubach
- Winzerhof Horst Koch
- Weingut Kohl
- Weingut Herbert Koob & Sohn
- Winzerhof Ruth Mayer
- Weingut Veddeler

Zudem besitzt das Baustoffunternehmen Waibel KG vor Ort ein Werk.

### Verkehr
Der Bahnhof Erpolzheim ist ein eingleisiger Haltepunkt an der Pfälzischen Nordbahn (Neustadt/Weinstraße – Bad Dürkheim – Freinsheim – Grünstadt – Monsheim) und verfügt über einen stufenlosen Zugang zum Bahnsteiggleis. Der Haltepunkt wurde im Jahr 2003 modernisiert. Das alte Empfangsgebäude, welches heute als Wohnhaus genutzt wird, steht unter Denkmalschutz.
In der Ortsmitte befindet sich auf Höhe der Kirche eine Bushaltestelle, welche von einzelnen Bussen der BRN-Linie 453 bedient wird.
Durch Erpolzheim verlaufen die Landesstraße 526 und die Kreisstraße 5. Östlich der Ortsmitte findet sich in Kartenwerken von Navteq, HERE und Bing die Sackgasse Am Kirschgarten. Diese Straße hat nie existiert, es handelt sich um eine bekannte Trap Street.

## Persönlichkeiten

### Ehrenbürger
- 2011: Dieter Reinhard (* 1943), Kommunalpolitiker[21]

### In Erpolzheim geboren
- Georg Ludwig von Maurer (1790–1872), Jurist, Rechtshistoriker und Politiker
- Manfred Mühlbeyer (* 1955), Buch-, Bühnen- und Filmautor, Regisseur und Eventmanager

### Personen, die vor Ort gewirkt haben
- Peter Meinunger, 1792/93 Mitglied des Rheinisch-Deutschen Nationalkonvents
- Karl Kleemann (1904–1969),  Politiker (NSDAP), gründete Anfang der 1930er Jahre in Erpolzheim eine Ortsgruppe seiner Partei
- Michael Brenner (1952–2011), Impresario und Theaterproduzent, starb vor Ort bei einem Verkehrsunfall